# Октавіу Матеуш
Октавіу Матеуш (порт. Octávio Mateus; народився в 1975 році) — португальський палеонтолог і біолог, фахівець з динозаврів, професор палеонтології у факультету науки та техніки Нового Лісабонського університету. Він закінчив Еворський університет та здобув ступінь доктора філософії в Новому Лісабонському університеті у 2005 році.
Він є експертом з динозаврів, зокрема пізньюрських динозаврів Португалії, але він також працював зі зразками з Анголи, США, Гренландії, Китаю та Марокко.

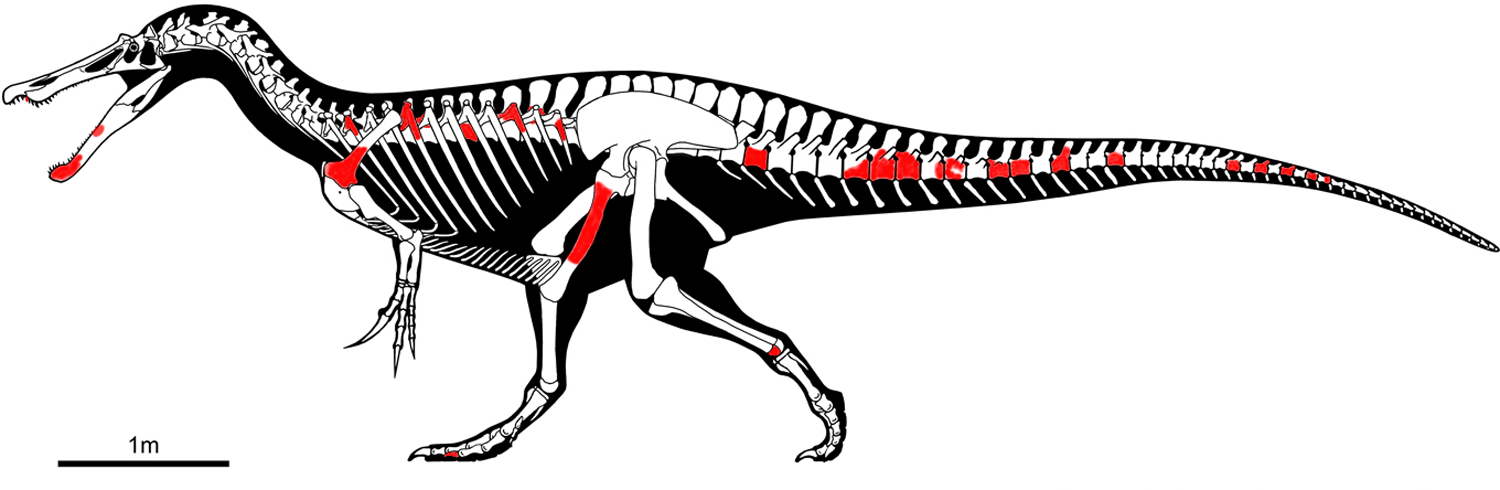
Iberospinus natarioi

Матеуш був співавтором описання таких динозаврів: Lourinhanosaurus antunesi (1998), Dinheirosaurus lourinhanensis (1999), Tangvayosaurus hoffeti (1999), Draconyx loureiroi (2001), Lusotitan atalaiensis (2003), Europasaurus holgeri (2006), Allosaurus europaeus (2006), Angolatitan adamastor (2011), Torvosaurus gurneyi (2014), Zby atlanticus (2014), Galeamopus (2015), Issi saaneq (2021), та Iberospinus natarioi (2022).
З 1991 року Октавіу Матеуш організував розкопки динозаврів у Португалії, а також у Лаосі (Південно-Східна Азія) разом із французькою командою Паризького музею природної історії під керівництвом професора Філіпа Таке. Він також працював в Анголі, де виявив Angolatitan, першого ангольського динозавра в рамках проєкту з палеонтології хребетних Анголи. Він співпрацював з різними міжнародними науковими установами як член наукової ради німецького фонду Verein zur Förderung der niedersächsischen Paläontologie. Він також досліджував сліди динозаврів і яйця, фітозаврів, викопних черепах і китів. У 2012 році він організував експедицію до тріасових відкладень на Землі Джеймсона на сході Гренландії.